# El Peral
El Peral és un municipi de la província de Conca, a la comunitat autònoma de Castella-La Manxa. Limita amb els municipis de Pozorrubielos de la Mancha, Motilla del Palancar, Iniesta i Villanueva de la Jara.

## Demografia
| 1991 |  | 1996 |  | 2001 |  | 2004 |
| ---- |  | ---- |  | ---- |  | ---- |
| 774  |  | 728  |  | 718  |  | 730  |